# Єлечьой
Єлечьой (рос. Елечёй) — село у Мегіно-Кангалаському улусі Республіки Сахи Російської Федерації.
Населення становить 476 осіб. Належить до муніципального утворення Алтанський наслег.

## Географія

### Клімат
| Клімат Єлечьоя            | Клімат Єлечьоя | Клімат Єлечьоя | Клімат Єлечьоя | Клімат Єлечьоя | Клімат Єлечьоя | Клімат Єлечьоя | Клімат Єлечьоя | Клімат Єлечьоя | Клімат Єлечьоя | Клімат Єлечьоя | Клімат Єлечьоя | Клімат Єлечьоя | Клімат Єлечьоя |
| Показник                  | Січ.           | Лют.           | Бер.           | Квіт.          | Трав.          | Черв.          | Лип.           | Серп.          | Вер.           | Жовт.          | Лист.          | Груд.          | Рік            |
| Середній максимум, °C     | −37,9          | −29,9          | −13,4          | 1,1            | 13,0           | 22,6           | 25,6           | 21,6           | 11,7           | −3,9           | −24,8          | −35,7          | −4             |
| Середня температура, °C   | −41,8          | −35,8          | −21,8          | −6,3           | 6,7            | 15,6           | 18,7           | 14,9           | 6,1            | −8,5           | −29,4          | −39,6          | −10            |
| Середній мінімум, °C      | −45,6          | −41,7          | −30,2          | −13,6          | 0,4            | 8,6            | 11,8           | 8,3            | 0,5            | −13,1          | −33,9          | −43,4          | −15            |
| Норма опадів, мм          | 10             | 7              | 6              | 11             | 23             | 42             | 47             | 46             | 33             | 22             | 16             | 12             | 275            |
| ------------------------- | -------------- | -------------- | -------------- | -------------- | -------------- | -------------- | -------------- | -------------- | -------------- | -------------- | -------------- | -------------- | -------------- |
| Джерело: climate-data.org |                |                |                |                |                |                |                |                |                |                |                |                |                |

## Історія
Згідно із законом від 30 листопада 2004 року органом місцевого самоврядування є Алтанський наслег.

## Населення
| 2002 | 2010 | 2012 | 2013 | 2014 | 2015 | 2016 |
| ---- | ---- | ---- | ---- | ---- | ---- | ---- |
| 489  | ↗502 | ↘498 | ↘486 | ↘478 | →478 | ↗482 |
| 2017 | 2018 |      |      |      |      |      |
| ↘476 | →476 |      |      |      |      |      |